# Keep it simple Stupid
|  | Denne artikel omhandler designprincippet KISS. For andre betydninger se Kiss (flertydig). |
Keep it simple, Stupid (KISS), er et amerikansk/engelsk talemåde og betyder direkte oversat: "Hold det simpelt, Dumme!". Pointen med talemåden er, at man ikke skal gøre ting/styresystemer ekstra komplicerede med vilje, men blot få dem til at fungere hensigtsmæssigt med færrest mulige teknikker. 
Gene Simmons har sarkastisk udtalt, at navnet på hans band, Kiss, stod for "Keep It Simple, Stupid!", efter religiøse påstod at det stod for "Knights in Satan's Service".
| Sprog | Spire Denne artikel om sprog er en spire som bør udbygges. Du er velkommen til at hjælpe Wikipedia ved at udvide den. |